# Theta Centauri
Menkent eller Theta Centauri (θ Centauri, förkortat Theta Cen, θ Cen) som är stjärnans Bayerbeteckning, är en ensam stjärna belägen i den nordöstra delen av stjärnbilden Kentauren. Den har en skenbar magnitud på 2,06 och är synlig för blotta ögat. Baserat på parallaxmätning inom Hipparcosuppdraget på ca 55,5 mas, beräknas den befinna sig på ett avstånd på ca 59 ljusår (ca 18 parsek) från solen.

## Nomenklatur
Theta Centauri har det traditionella namnet Menkent, som möjligen är en förkortning av den arabiska ألمنكب ألقنتوس al mankib al-qanturis som betyder "Kentaurens axel". År 2016 organiserade Internationella astronomiska unionen en arbetsgrupp för stjärnnamn (WGSN) med uppgift att katalogisera och standardisera riktiga namn för stjärnor. WGSN fastställde namnet Menkent för denna stjärna den 21 augusti 2016 vilket nu är inskrivet i IAU:s Catalog of Star Names.

## Egenskaper
Theta Centauri är en orange till röd jättestjärna av spektralklass K0 III. Den har en radie som är ca 10,6 gånger större än solens och utsänder från dess fotosfär ca 60 gånger mera energi än solen vid en effektiv temperatur på ca 4 980 K.
Mjuk röntgenstrålning har observerats från stjärnan med en uppskattad luminositet på 1,4 × 1027 erg/s.